# استراید
در ساختمان پروتئین، استراید ((STRIDE (Structural identification) یک الگوریتم برای انتساب ساختار ثانویه پروتئین از روی مختصات اتمی پروتئین بر پایهٔ به کارگیری ترکیبی انرژی پیوند هیدروژنی و اطلاعات آماری زاویهٔ پیچشی زنجیرهٔ اصلی است.

## روش انتساب
برای این که تعریف شهودی مارپیچ آلفا و صفحهٔ بتا (که به‌طور معمول ساختار تعیین‌شده توسط بلورنگارها نمایانگر آن است) تا حد ممکن دقیق تخمین زده‌ شود، سهم پیوندهای هیدروژنی تشکیل‌دهندهٔ ساختار ثانویه و زوایای پیچشی زنجیرهٔ اصلی به صورت وزن‌دار در نظر گرفته‌ می‌شود.
میزان مناسب بودن هر واحد مقدماتی ساختار ثانویه یا همان الگو (پیچ‌های ۴ماندهای برای مارپیچ‌های آلفا و پل‌ها برای صفحات بتا) به وسیله ترکیبی وزن‌دار از چند کمیت بیان می‌شود که هر کدام حاصل ضرب انرژی پیوندهای هیدروژنی مربوط و تمایل مانده‌های اسید آمینه با زوایای {\displaystyle \varphi } و {\displaystyle \phi } داده‌ شده به حضور در مارپیچ‌های آلفا و صفحات بتا از لحاظ آماری است، و برای پذیرفتن یا نپذیرفتن یک الگو بر اساس میزان مناسب بودن آن، یک آستانه در نظر گرفته‌می‌شود. انتخاب تنها یک آستانه آن هم برای ترکیب کمیت‌های هر الگوی دارای پیوند هیدروژنی به جای در نظر گرفتن چند آستانه (برای ترکیب‌های مختلف کمیت‌ها) این اجازه را  می‌دهد تا پارامترهای تشخیص با دقت بیشتری تعیین شوند؛ چرا که الگوهای دارای زوایای پیچشی نامناسب، در صورتی که پیوندهای هیدروژنی قوی داشته‌ باشند قابل قبول هستند و برعکس، پیوندهای هیدروژنی نسبتاً ضعیف با زوایای صحیح زنجیرهٔ اصلی قابل جبران شدن هستند.

### روش محاسبهٔ انرژی پیوند هیدروژنی

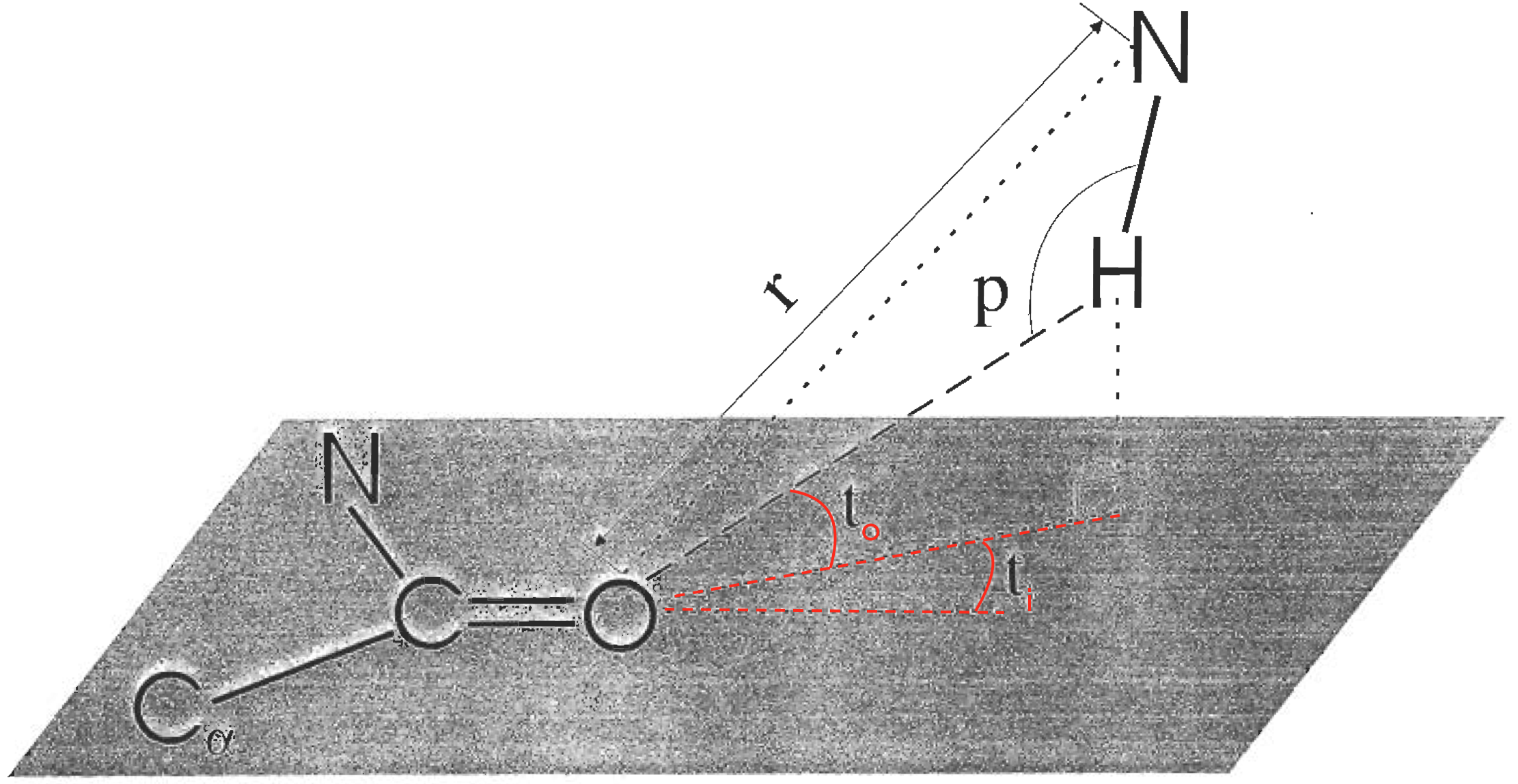
تصویری از پیوند هیدروژنی زنجیرهٔ اصلی. به فاصلهٔ بین دهنده و گیرنده اشاره می‌کند، میزان انحراف پیوند هیدروژن از خطی بودن را نشان می‌دهد، و و به ترتیب میزان انحراف اتم هیدروژن از عمودمنصف اوربیتال جفت‌الکترون غیرپیوندی در صفحهٔ اوربیتال‌های جفت‌الکترون‌های غیرپیوندی، و انحراف از صفحهٔ اوربیتال‌های جفت‌الکترون‌های غیرپیوندی هستند.

انرژی پیوند هیدروژنی ({\displaystyle {\text{E}}_{\text{hb}}}) از روی تابع تجربی انرژی که از بررسی حجم زیادی از داده‌های آزمایشی روی هندسه پیوندهای هیدروژنی در ساختارهای بلوری پلی‌پپتیدها، پپتیدها، اسیدهای آمینه، و ترکیب‌های آلی کوچک به دست آمده محاسبه می‌شود:
{\displaystyle E_{\text{hb}}=E_{\text{r}}\times E_{\text{t}}\times E_{\text{p}}}
که در آن {\displaystyle {\text{E}}_{\text{r}}} میزان بستگی پیوند هیدروژنی به فاصله است، و {\displaystyle {\text{E}}_{\text{t}}} و {\displaystyle {\text{E}}_{\text{p}}} حاوی ویژگی‌های جهتی آن هستند. عبارت مربوط به فاصله، یک تابع ۶-۸ است:
{\displaystyle E_{\text{r}}={\frac {C}{r^{8}}}+{\frac {D}{r^{6}}}}
که در آن {\displaystyle C=-3E_{\text{m}}r_{\text{m}}^{8}\;{\text{kcal}}\mathrm {\AA} ^{8}/{\text{mol}}}، {\displaystyle D=-5E_{\text{m}}r_{\text{m}}^{6}\;{\text{kcal}}\mathrm {\AA} ^{6}/{\text{mol}}}، {\displaystyle r} فاصلهٔ بین اتم دهنده و پذیرنده است، و {\displaystyle E_{\text{m}}} و {\displaystyle r_{\text{m}}} به ترتیب انرژی و فاصلهٔ بهینهٔ پیوند هیدروژنی هستند. برای پیوندهای هیدروژنی زنجیرهٔ اصلی که به صورت {\displaystyle {\ce {N-H\cdots O}}} هستند، {\displaystyle E_{\text{m}}=-2.8\;{\text{kcal}}/{\text{mol}}}و {\displaystyle r_{\text{m}}=3.0\;\mathrm {\AA} }. عبارات زاویه‌ای {\displaystyle {\text{E}}_{\text{t}}} و {\displaystyle {\text{E}}_{\text{p}}} به صورت زیر هستند:
{\displaystyle E_{\text{p}}=\cos ^{2}p}
و
{\displaystyle E_{\text{p}}={\begin{cases}(0.9+0.1\sin 2t_{\text{i}})\cos t_{\text{o}}&0<t_{\text{i}}<90^{\circ }\\K_{1}(K_{2}-\cos ^{2}t_{\text{i}})^{3}\cos t_{\text{o}}&90^{\circ }<t_{\text{i}}<110^{\circ }\\0&t_{\text{i}}>100^{\circ }\end{cases}}}
که در آن {\displaystyle K_{\text{1}}=0.9/\cos ^{6}110^{\circ }} و {\displaystyle K_{\text{2}}=cos^{2}110^{\circ }} و زاویهٔ {\displaystyle t_{\text{i}}}  برابر زاویهٔ انحراف اتم هیدروژن از عمودمنصف اوربیتال جفت‌الکترون غیرپیوندی در صفحهٔ اوربیتال‌های جفت‌الکترون‌های غیرپیوندی و {\displaystyle t_{\text{o}}} برابر زاویهٔ انحراف از صفحهٔ اوربیتال‌های جفت‌الکترون‌های غیرپیوندی است (به شکل روبرو توجه کنید).

زمانی که فاصلهٔ بین اتم‌های کنش‌گر کم است، پتانسیل فاصله ({\displaystyle {\text{E}}_{\text{r}}}) دفع‌کننده می‌شود و انرژی حاصل نامطلوب است. این حالت برای اتم‌های {\displaystyle {\ce {N}}} و {\displaystyle {\ce {O}}} به علت خطاهای NMR و پرتوی ایکس در تعیین ساختار پروتئین ممکن است رخ دهد. برای تعیین ساختارهای ثانویه در این روش، معمولاً می‌توان به چنین اعوجاج‌هایی اعتنا نداشت، مگر مواقعی که هندسهٔ پیوند هیدروژنی به میزان قابل توجهی از حالت نرمال دور شود، که در این حالات می‌توان آن را در وابستگی زاویه‌ای انرژی پیوند حساب کرد. از این رو، محدودیت دیگری به تابع انرژی اضافه می‌شود:
{\displaystyle E_{\text{r}}=E_{\text{m}}\;{\text{for}}\;r<r_{\text{m}}}

## مقایسه با دیگر روش‌ها
هم‌اکنون چند روش برای انتساب خودکار ساختارهای ثانویهٔ متناوب از روی مختصات اتم‌ها، مبتنی بر ویژگی‌های متفاوتی از ساختارهای ثانویه وجود دارد. به‌طور کلی، این روش‌ها در موارد بسیاری در مورد مکان مقاطع اصلی اکثر مارپیچ‌ها و رشته‌ها در ساختار پروتئین‌ها توافق دارند، اما پایان این مقاطع عمدتاً بد تعریف شده و به سختی می‌توان بدون ابهام مشخص کرد کدام مانده‌ها در انتهای مقاطع را باید جزو آن‌ها در نظر گرفت. همچنین در «ناحیهٔ گرگ‌ومیش»، مقاطع ساختارهای ثانویه از مدل‌های آرمانی پاولینگ و کوری فاصلهٔ زیادی می‌گیرند. در مورد این مقاطع، باید بین اینکه دگرگونی‌های ساختاری مشاهده‌شده را صرفاً اعوجاج تلقی کنیم یا اینکه شکستی در ساختار ثانویه ایجاد می‌کنند، تصمیم بگیریم.
گرچه DSSP روش قدیمی‌تر و همچنان رایج‌ترین روش است، مقالهٔ اصلی STRIDE گزارش کرده‌ است که در حداقل ۷۰٪ موارد ساختار رضایت‌ بخش‌تری منتسب می‌کند. به‌طور خاص مشاهده شده‌ است که STRIDE گرایش DSSP به انتساب ساختارهای ثانویهٔ کوتاه‌تر نسبت به آنچه که یک بلورنگار متخصص تعیین می‌کند (که معمولاً به دلیل تغییرات محلی جزئی در ساختار که در نزدیکی پایانه‌های عناصر ساختار ثانویه رایج‌تر هستند) را تصحیح می‌کند. با استفاده از روش پنجرهٔ کشویی در انتساب ساختارهای ثانویه (برای هموار کردن تغییرات در انتساب مانده‌های پایانه‌ای تک)، پیاده‌سازی‌های کنونی STRIDE و DSSP تا ۹۵.۴٪ موارد موافق یکدیگر گزارش شده‌اند.